# Теодора Ангелина
Теодора Ангелина (Theodora Angelina; * 1180/1185, Константинопол; † 22/23 юни 1246, Каленберг) е византийска принцеса и херцогиня на Австрия и Щирия, съпруга на херцог Леополд VI.

## Живот
Дъщеря е на Исак Комнин (севастократор) и Анна Ангелина.
През 1203 г. Теодора Ангелина е омъжена за австрийския херцог Леополд VI Бабенберг († 1230). Двамата имат седем деца:
- Маргарет (1204 – 1266), херцогиня на Австрия, омъжена 1225 г. за германския крал Хайнрих VII († 1246), а след смъртта му – 1252 г. за краля на Бохемия Отокар II, разведена 1261/62, († 1278)
- Агнес Австрийска (1205 – 1226), омъжена за саксонския херцог Албрехт
- Леополд Австриски (1207 – 1216)
- Хайнрих Австрийски (1208 – 1228)
- Гертруда Австрийска (1210 – 1241), омъжена за Хайнрих Распе IV, анти-крал на Германия († 1247)
- Фридрих II, херцог на Австрия (1211 – 1246)
- Констанца Австрийска (1212 – 1243), омъжена за маркграф Хайнрих III от Майсен († 1288)

След смъртта на съпруга си Теодора Англина се замонашва в манастира „Лилиенфелд“.